# Franz von Güntersberg
Franz von Güntersberg (* 3. Juli 1618 in Pyritz; † 5. Oktober 1679) war ein kurfürstlich brandenburgischer Geheimer Rat, Hauptmann im Amt Rügenwalde, Dekan des Domkapitels Cammin.

## Leben
Er war Angehöriger derer von Güntersberg aus dem Hause Reichenbach. Seine Eltern waren Matthias von Güntersberg (1584–1650) und Erdmuth von Pirch aus dem Hause Vitröse. Er vermählte sich mit Anna von Carnitz aus dem Hause Carnitz und hatte mit ihr wenigstens die Tochter Sophia Agnes (1671–1694).
Güntersberg war kurbrandenburgischer Geheimer Rat sowie Erbherr auf Klützow, Buslar, Falkenwalde, Muscherin, Pumtow und Groß Küssow. Auch Reichenbach soll er besessen haben. Seit 1639 und bis zum Tode war er Amtshauptmann zu Rügenwalde. Gleich dem Vater war er Landesdirektor und Dekan zu Cammin.